# Majavatn
Majavatn est une localité du comté de Nordland, en Norvège.

## Géographie
Administrativement, Majavatn fait partie de la kommune de Grane.